# اقتصاد لوکزامبورگ
اقتصاد لوکزامبورگ تا حدود بسیاری بر اساس بانکداری، فلزات و صنعت بنا نهاده شده‌است. بر اساس آمارهای صندوق بین الملی پول در سال ۲۰۱۴ میلادی لوکزامبورگ پس از قطر بالاترین نرخ سرانه تولید ناخالص داخلی را داشت. 